# Исмаили, Флориана
Флориана Исмаили (1 января 1995, Арберг, Швейцария — 29 июня 2019, Комо, Италия) — швейцарская и албанская футболистка. Выступала на позиции полузащитника. Играла за швейцарский клуб «Янг Бойз» и сборную Швейцарии.

## Биография
Родилась 1 января 1995 года в швейцарском Арберге в семье албанских иммигрантов (родители Флорианы сбежали в Швейцарию из бывшей Югославии в 1992 году). Росла в Ворбене.
Своими футбольными кумирами считала Зинедина Зидана, Роналдо, Криштиану Роналду и Фатмире Алуши.
29 июня 2019 года нырнула в воду с платформы для дайвинга на лодке на озере Комо, но не поднялась на поверхность. На следующий день была объявлена пропавшей без вести. 2 июля тело Исмаили было найдено на дне озера на глубине 204 метра. Согласно вскрытию, причиной смерти стал «острый эпизод асфиксии».

## Карьера

### Клубная
В детстве занималась в клубе «Вальперсвиль».
Воспитанница швейцарского клуба «Янг Бойз». Выступала за взрослую команду клуба с 2011 по 2019 год. Была капитаном.

### В сборной
С 2014 по 2019 год выступала за сборную Швейцарии. Сыграла 33 матча и забила 3 гола.
Входила в состав сборной на чемпионате мира 2015.

## Достижения

### Командные
«Янг Бойз»
- Финалистка Кубка Швейцарии (1): 2018/19.